# جنون التهام الطعام

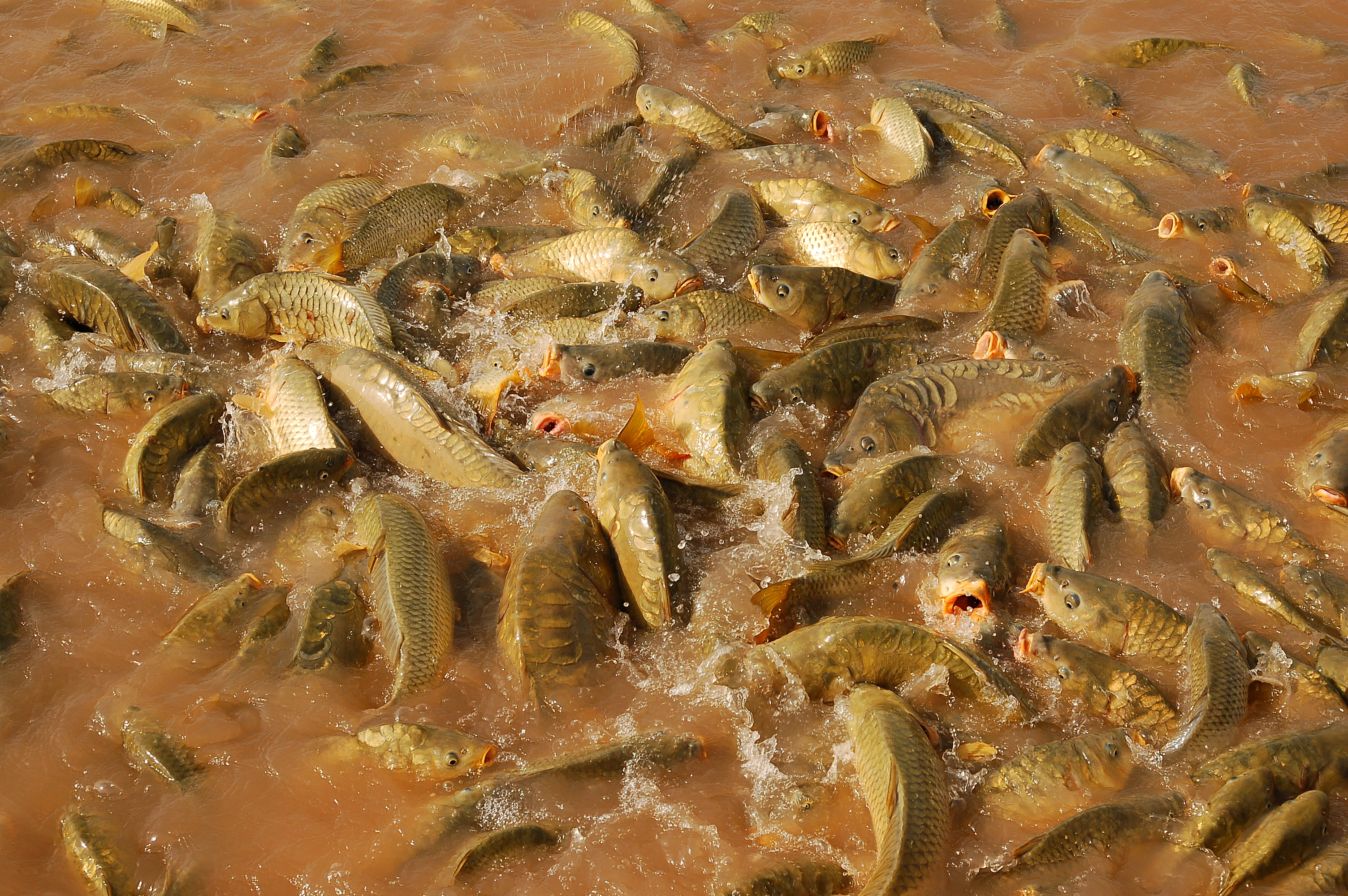
الشبوط الشائع (سمك) يتنافس علي الطعام في بركة قصر أكدال الملكي في مراكش، المغرب.

في علم البيئة، يحدث جنون التهام الطعام عندما يغمر عدد الفرائس المتاحة عدد المفترسين. كمثال، سرب هائل من السمك يمكن أن يجعل أسماك القرش القريبة، على سبيل المثال القرش الليموني، تدخل في حالة جنون التهام الطعام. يمكن لذلك أن يجعل أسماك القرش همجية، تعض أي شيء يتحرك، بما فيه بعضهم البعض أو أي شيء أخر داخل مرمي العض. تفسير وظيفي آخر لجنون التهام الطعام هو التنافس بين المتفرسين. غالبًا ما يستخدم هذا المصطلح للأشارة إلي القروش أو البيرانا. كم تم أيضًا أستخدامه كمصلطح في الصحافة.